# Steve Passeur

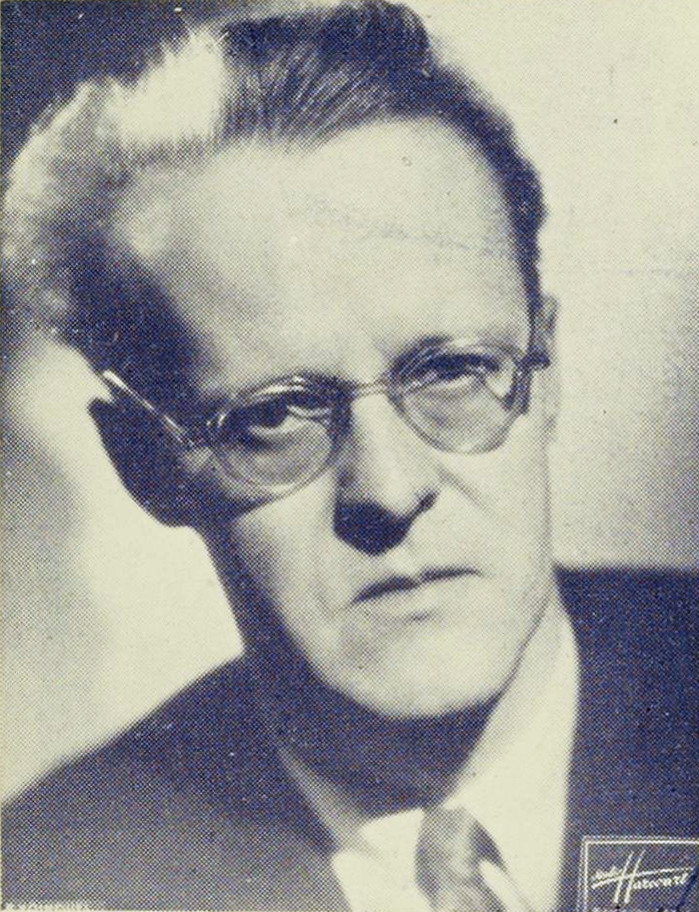
Steve Passeur (1942)

Steve Passeur (* 24. September 1899 in Sedan; † 12. Oktober 1966 in Paris) war ein französischer Dramatiker.

## Leben und Werk
Étienne Morin, der irischer Abstammung war, begann als Bankangestellter. Unter dem Pseudonym Steve Passeur schrieb er Theaterstücke und wurde ab 1924 aufgeführt. Er schrieb für Lugné-Poe, Charles Dullin, Louis Jouvet sowie für Georges und Ludmilla Pitoëff (Théâtre de l’Œuvre, Théâtre du Vieux-Colombier, Théâtre Michel, Théâtre des Champs-Élysées, Théâtre Antoine, Théâtre des Ambassadeurs, Théâtre des Mathurins, Théâtre de l’Athénée, Théâtre Edouard VII, Théâtre de l’Avenue, Théâtre de l’Ambigu, Théâtre Montparnasse, Théâtre Gramont, Théâtre de la Renaissance, Théâtre des Variétés). Eines seiner Stücke (L’Acheteuse, 1930) wurde dreimal ins Deutsche übersetzt. Daneben war er Drehbuchautor für zahlreiche Filme, darunter Beethovens große Liebe.
Charakteristisch für Passeurs zynisches Theater sind Eheleute, die sich ständig Gemeinheiten sagen, wobei die Frauen die Stärkeren sind.

## Werke (Auswahl)
- (1925) La Maison ouverte
- (1925) Un bout de fil coupé en deux
- (1925) La Traversée de Paris à la nage
- (1926) La Jeune fille à la popote
- (1927) Pas encore
- (1928) À quoi penses-tu ?
- (1929) L’Amour gai
- (1930) Suzanne
- (1930) L’Acheteuse.
  - (deutsch) Ein Mann wurde gekauft. 3 Akte. Marton, Wien 1930. (für die deutsche Bühne umgearbeitet von Robert Blum)
  - (deutsch) Der Kauf. Schauspiel in 3 Akten. Felix Bloch Erben, Berlin 1950. (übersetzt von Emil Burri)
  - (deutsch) Der Kauf. Stück in 3 Akten. Chronos Verlag Mörike, Hamburg 1955. (übersetzt von Lore Kornell)
- (1931) La Chaîne
- (1931) Défense d’afficher
- (1932) Une vilaine femme
- (1932) Les Tricheurs
- (1934) La Bête noire
- (1935) Je vivrai un grand amour
- (1935) Le Témoin
- (1937) Le Château de cartes
- (1941) Le Pavillon brûle
- (1941) Marché noir
- (1943) La Visiteuse
- (1946) La Traîtresse
- (1946) Le Vin du souvenir
- (1946) Fontaine française
- (1948) 107 minutes
- (1950) On aime qui on peut
- (1954) N’importe quoi pour elle
- (1956) Telles sont les femmes
- (1968) La Moitié du plaisir